# Agnes Mason
Agnes Mason (* 10. August 1849 in Laugharne, Carmarthenshire, Wales; † 19. Dezember 1941 in Holmhurst St Mary, St Leonards-on-Sea, East Sussex) war eine britische anglikanische Ordensgründerin. Sie begründete den Orden Community of the Holy Family.

## Leben

### Jugend und Ausbildung
Mason wurde 1849 in Laugharne, Wales, geboren. Sie war die Tochter von George William und Marianne Mason aus Morton Hall, Nottinghamshire. Mit mehreren Geschwistern wuchs sie auf. Einige Jahre unterrichtete sie ihren Bruder George Edward Mason, bevor sie selbst an das Newnham College in Cambridge ging.

### Ordensgründung
Nach dem Abschluss unterrichtete sie am Bedford College in London.

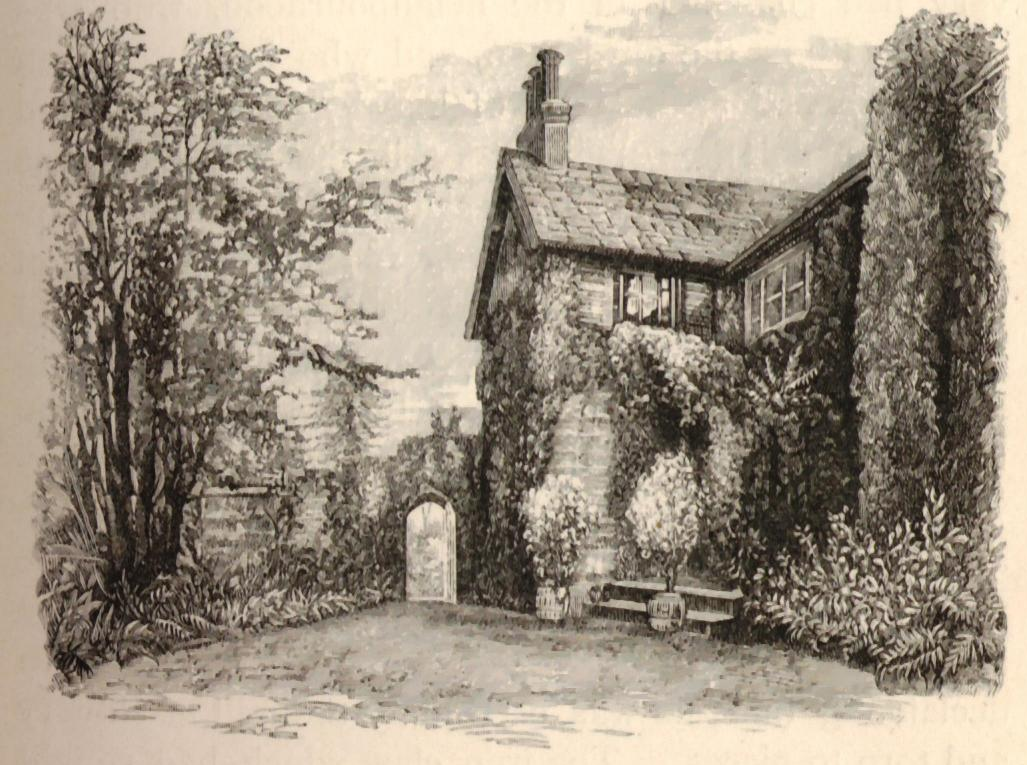
Holmhurst St Mary
Ein Gebäude, welches von Mason als Konvent genutzt wurde.

Von 1892 bis 1895 arbeitete sie bei der Guild of the Epiphany, dann gründete sie mit mehreren Unterstützern die anglikanische Community of the Holy Family. Ziel der Gemeinschaft war die Verbesserung der Bildung von Frauen. Ihre wichtigsten Unterstützer waren Charles Gore, Bishop of Oxford; Walter Frere, Bishop of Truro; William Collins, Bishop of Gibraltar; George Congreve of the Society of St John the Evangelist; Charles Wood, 2. Viscount Halifax, der damalige Präsident der English Church Union; sowie der römisch-katholische Theologe Friedrich von Hügel.
Frederick Temple, der Erzbischof von Canterbury, war ein weiterer Unterstützer und er nützte seine Autorität um durchzusetzen, das Mason die Oberin (Mother Superior) der neuen Gemeinschaft wurde. Die Gemeinschaft blieb sehr klein aber führte eigene Ausbildungsstätten in London, St Leonards-on-Sea, Leeds und Cambridge, und gründete in Indien das All Saints’ College, Nainital.
1913 wurde das Headquarters (Mutterhaus) in Holmhurst St Mary, St Leonards eingerichtet. Das Haus hatte früher Augustus Hare gehört und war aus dem Gewinn aus seinen Schriften erweitert worden.
Mason starb in Holmhurst St Mary am 19. Dezember 1941.

## Familie
Ihr Bruder Arthur James Mason war Professor in Cambridge und ihre Schwester Harriet war eine Botanik-Illustratorin und Inspektorin der Armenversorgung (Poor Law). Der Bruder George Edward Mason war zunächst Rektor an der St Lawrence’s Church, Whitwell und später Principal des theologischen College in der Transkei (heute: College of the Transfiguration in Südafrika).

## Werke
1909 veröffentlichte Mason das Werk Saint Theresa: The History of Her Foundations, eine Übersetzung.